# 南阿塞拜疆語
南阿塞拜疆語是阿塞拜疆語的分支，受波斯語影響，使用人數主要分佈在伊朗西北部和鄰近的伊拉克和土耳其地區，阿富汗和敘利亞地區也有少數人使用，以阿拉伯字母書寫。雖然南阿塞拜疆語和北阿塞拜疆語非常接近，不過兩者的構詞和語音有不同的地方，ISO 639-3中把兩者歸入「阿塞拜疆語」這一大語言（Macrolanguage）中。

## 延伸閱讀
- Sooman Noah Lee.  1996.  "A Grammar of Iranian Azerbaijani," University of Sussex PhD dissertation.

## 外部連結
- A blog on Azerbaijani language resources and translations.（页面存档备份，存于）
- AZERI.org - Azerbaijan Literature and English translation（页面存档备份，存于）
- Online bidirectional Azerbaijani-English Dictionary（页面存档备份，存于）